# Râle de Rosenberg
Gymnocrex rosenbergii
Espèce
Statut de conservation UICN

 VU C2a(i) : Vulnérable
Le Râle de Rosenberg (Gymnocrex rosenbergii) est une espèce d'oiseaux de la famille des Rallidae.

## Répartition
Cet oiseau est endémique du nord de l'archipel des Célèbes.